# Секст Октавий Фронтон
Секст Октавий Фронтон (на латински: Sextus Octavius Fronto) e сенатор на Римската империя.
През 86 г. Фронтон е суфектконсул. След това е легат на I Спомагателен легион (на латински: Legionis I Adiutricis). През 92 г. е легат августи на Долна Мизия.